# 國際公民及素養調查研究
國際公民及素養調查研究（英文：International Civic and Citizenship Education Study，縮寫：ICCS）或譯國際公民與公民權教育研究、國際公民素養調查，為全球規模最大的公民素養及公民教育的研究計劃
，由國際教育成就評量協會（英文：International Association for the Evaluation of Education Achievement，縮寫：IEA）主持，最近一輪的研究為2009年（上一輪的研究為1999年），於2010年發佈成果
，下一輪的研究預計將在2016年。

## 研究發問
公民及素養調查的研究發問在於各國如何解決下一代公民積極參與社會的挑戰，為兩個重要的問題提供解答：
1. 到底應該如何教育下一代才能讓他們成為未來的好公民？
2. 學校教育在教育下一代公民的權利及義務上，應該扮演何種角色？

國際公民及素養調查研究調查並評估各國青少年對未來公民身分之準備教育，對學生的公民素養的概念知識與能力進行測驗評量，其測驗及調查的範圍包括：公民認知、政治組織、公民概念（如人權）、以及負責任公民的作為及態度等等 。

## ICS 2009
簡稱ICS 2009的2009年國際公民及素養調查研究是由澳洲、英國及義大利的3個研究團隊收集各參與會員國研究者的研究成果後，共同合作完成分析。

### 調查規模及對象
2009年調查規模較前一次大，共有38個國家參加，針對相當於8年級的中學學生施測，有超過14萬名的學生接受測驗及調查，亦包括6萬多名教師及校長等人的調查資料。
報告結果顯示，世界排名前四分別為芬蘭(576分)、丹麥(576分)、韓國(565分)及第一次參加的台灣(559分)，由於分數高的國家文化及地理殊異性高，意謂著學校教育扮演了十分重要的角色。在所有參加的國家中，女生在公民認知及了解上的表現，都優於男生。
對於教師與學校的調查，則是對教學與班級管理、學校治理與校風等資料。 對於國情背景，亦有調查問卷，做為初期研究收集有關會員國之公民及素養教育實施情形及相關的政治、文化和教育概況。同一區域之參與國家能亦能建構區域模組以利國際教育比較。

### 亞洲區域報告及參與國家或地區
ICCS 2009年亞洲參加國家或地區只有台灣、印尼、南韓、泰國和香港的亞洲區域模組，而其中
1. 台灣ICCS 2009計劃的調查樣本為 4500 位13 歲半國中二年級學生[13]；
2. 香港ICCS 2009報告摘要[14]

報告結果顯示，世界排名前四中兩個為亞洲國家或地區：韓國(565分)第三名及台灣(559分)第四名 。
而在性別平權的支持度方面，台灣學生排名世界第一，女學生比男學生更支持性別平權。
在男女分數差距上，台灣公民認知的男女差距達到26分，其他排名前面的芬蘭及韓國男女差距也有20幾分的差距（芬蘭28分、韓國22分），只有丹麥差距最小，男女差距只有8分。

#### 香港
香港在德育及國民教育科的設計爭議上，香港電台的老師專欄作家洪昭隆援引ICCS 2009的研究結果：「86.6% 認同自己是中國人，83.3% 認同自己是香港中國人，91.1% 認同自己是香港人，而86.1% 認同自己是世界公民。」，主張「香港學生的國民意識不足」是經個偽議題，並援引香港特區政府教育局對研究結果的評論為「在國民身分認同上，香港學生普遍認同自己擁有多重的身分，而且熱愛香港和祖國，同時擁有全球視野。」洪昭隆進一步主張，有鑑於調查之中，世界前兩名的芬蘭和丹麥均將未將公民教育獨立成科，而採類似香港現行的跨課程的整合模式，來主張德育及國民教育科並不需要獨立分科。
香港特區政府教育局發言人表示：「在2,900多名香港中二學生在ICCS2009中表現超卓，這結果與上一次於1999年進行的國際性調查結果是一致的。學生的成績跨越地域界限，在國際認知測驗中公民教育與素養方面的知識取得554分的佳績，表現在全球中排行首5名之內。」

#### 臺灣
ICC2009是臺灣首次整體性瞭解臺灣公民教育及學生公民素養的現況，並在同一研究框架下和各國評比比較
臺灣學生的公民及素養的分項表現差異性很大：
在公民意識方面：
- 對於平等權的支持度，包括性別平權與族群平權，國際排名都是第1；
- 對於公民社會整體的信任度顯著低於國際平均值

- 對於公民組織的信任度普遍不高
- 對於政黨、政府與媒體的信任度的信任度普遍不高

在公民參與行為方面：
- 臺灣學生未自行參加任何校外公民活動的比例高達65%，其中又以參與人權議題相關活動的比率最低。
- 參加校內的公民活動最多的是班會，最少的則是辯論會。

因此學者薛人華總結，雖台灣學生不信任媒體，但公民活動參與少與他人討論政治社會議題，因此在公民參與行為的部分仍有改善的空間 。

## 歷年國際公民及素養調查研究
1999年各國公民及素養調查研究的研究總結發現，西歐國家及香港特區絕大多數的老師認為學校教育及環境在發展「愛國並忠於國家」的愛國主義情操方面, 很少有效果（參見#列表：公民教育效果）；但大多數國家老師則同意學生們在學校內可以且學到了瞭解他人、和他人合作、環境保護、關心社會及投票的重要性等面向的公民教育價值目標
IEA的ICCS 2009年為第三次的“国际公民与公民素养教育研究”，之前有两次大规模的国际公民教育研究是分别70及90年執行。

### 列表：公民教育效果
此列表為國際教育成績評估協會於1999年收集各國資料所做的公民教育研究（CIVED）項目報告中，由老師意見報告各國學生在校學到的公民教育效果列表，
| 國家/地區    | 去了解有不同想法的人 | 和其他學生組成團體進行合作 | 解決社區的問題來做出貢獻 | 愛國並忠於國家 | 保護環境行動及方法 | 關心其他國家發生的事 | 在全國和地方選舉投票的重要性 |
| ------------ | -------------------- | -------------------------- | ------------------------ | -------------- | ------------------ | -------------------- | ---------------------------- |
|              | 86                   | 95                         | 68                       | 37             | 90                 | 79                   | 65                           |
| 比利时法語區 | 91                   | 85                         | 69                       | 33             | 79                 | 79                   | 56                           |
| 保加利亚     | 82                   | 81                         | 57                       | 88             | 91                 | 81                   | 39                           |
| 智利         | 87                   | 95                         | 75                       | 86             | 93                 | 76                   | 78                           |
| 賽普勒斯     | 86                   | 86                         | 75                       | 96             | 87                 | 83                   | 90                           |
| 捷克         | 89                   | 91                         | 87                       | 88             | 99                 | 97                   | 89                           |
| 丹麦         | 91                   | 99                         | 67                       | 31             | 93                 | 95                   | 89                           |
| 英格兰       | 96                   | 98                         | 67                       | 22             | 93                 | 85                   | 48                           |
| 爱沙尼亚     | 83                   | 93                         | 59                       | 83             | 91                 | 88                   | 79                           |
| 芬兰         | 81                   | 95                         | 41                       | 80             | 90                 | 85                   | 93                           |
| 德国         | 83                   | 80                         | 50                       | 25             | 91                 | 87                   | 84                           |
| 希腊         | 79                   | 79                         | 76                       | 83             | 86                 | 71                   | 82                           |
| 香港         | 65                   | 89                         | 37                       | 29             | 72                 | 39                   | 71                           |
| 匈牙利       | 85                   | 95                         | 58                       | 84             | 91                 | 76                   | 86                           |
| 義大利       | 82                   | 72                         | 54                       | 35             | 76                 | 77                   | 66                           |
| 拉脫維亞     | 85                   | 93                         | 61                       | 79             | 90                 | 92                   | 76                           |
| 立陶宛       | 93                   | 94                         | 79                       | 89             | 94                 | 92                   | 72                           |
| 挪威         | 97                   | 95                         | 48                       | 50             | 88                 | 95                   | 90                           |
| 波蘭         | 97                   | 97                         | 65                       | 97             | 98                 | 89                   | 89                           |
| 葡萄牙       | 88                   | 95                         | 63                       | 55             | 95                 | 72                   | 59                           |
| 羅馬尼亞     | 85                   | 89                         | 81                       | 97             | 92                 | 88                   | 84                           |
| 俄羅斯       | 96                   | 94                         | 62                       | 98             | 95                 | 98                   | 89                           |
| 斯洛伐克     | 86                   | 90                         | 92                       | 94             | 99                 | 96                   | 93                           |
| 斯洛維尼亞   | 94                   | 94                         | 89                       | 66             | 95                 | 86                   | 41                           |
| 瑞典         | 96                   | 96                         | 67                       | 23             | 92                 | 98                   | 99                           |
| 瑞士         | 90                   | 91                         | 54                       | 29             | 87                 | 91                   | 72                           |

## 外部連結
1. IEA公布頁首輪報告及新聞稿等